# Cemile Abla
Alican Turan (* 1. April 1990 in Tunceli) ist ein türkischer Schauspieler, Regisseur, Social-Media-Influencer und Autor. Bekannt ist er durch seine Kunstfigur Cemile Abla.

## Leben und Arbeit

Alican Turan in Istanbul, 2024

Als jüngstes von fünf Geschwistern entdeckte Alican Turan bereits in der Grundschule seine Leidenschaft für die Künste, inspiriert durch den Besuch eines Wandertheaters in seinem Dorf. Nach seinem Schulabschluss an der Tunceli Atatürk Schule im Jahr 2007 zog er nach Istanbul, um seine künstlerischen Interessen weiterzuverfolgen. Dort besuchte er die Sadri-Alışık-Kunstschule und arbeitete nebenbei. Während dieser Zeit erhielt er die Möglichkeit, in einem Theaterstück von Çolpan İlhan mitzuwirken, was ihn dazu veranlasste, seine Pläne für die Aufnahmeprüfung am Konservatorium aufzuschieben. Stattdessen entschied er sich, ein Jahr lang an diesem Theaterprojekt mitzuwirken. Von 2009 bis 2015 studierte Alican an der Yeditepe-Universität im Fachbereich Theater der Fakultät für Schöne Künste, wo er ein 100%-Stipendium erhielt und sein Studium mit Auszeichnung abschloss. Nach seinem Wehrdienst, den er in Ankara in der Militärkapelle absolvierte, begann er als Theaterschauspieler und Dozent zu arbeiten sowie eigene Stücke zu schreiben und zu inszenieren. Seit 2020 ist er zudem als Social-Media-Influencer tätig. Durch seine Videos erreichte er ein breites Publikum und gewann mehrere Tausend bis Millionen Follower auf Instagram sowie Abonnenten auf YouTube. Die von Alican entwickelte Kunstfigur "Cemile Abla" erzählt in humorvollen Videos Geschichten aus seinem Heimatdorf und hat ihm große Popularität eingebracht. Neben seiner Tätigkeit als Dozent und in den sozialen Medien tritt Alican Turan weiterhin in seinen eigenen Theaterstücken auf und arbeitet als Regisseur.

## Ben Beyaz Sevmiyorum

Cemile Abla während des Theaters "Ben Beyaz Sevmiyorum" 2023

"Ben Beyaz Sevmiyorum" (Deutsch: "Ich mag weiß nicht") ist ein von Alican Turan entwickeltes und verfasstes Theaterstück. Es handelt sich um ein Ein-Personen-Stück, das auf wahren Begebenheiten basiert und in Europa sowie in der Türkei aufgeführt wird. Das Stück erzählt die Lebensgeschichte einer Frau aus Anatolien und thematisiert dabei kulturelle Themen wie Traditionen und Bräuche, die fast in Vergessenheit geraten sind. Am Tag des tragischen Verlusts ihrer Eltern tritt die Hauptfigur Cemile Abla in die Phase der Pubertät ein, wodurch die Handlung in eine Zeit des persönlichen und kulturellen Umbruchs eingebettet wird. Alican Turan spielt alle Rollen des Stücks selbst und nutzt dabei vielfältige und kreative szenische Darstellungen.

## Theater
- Ben Beyaz Sevmiyorum / (Alican Turan)
- Avare Müzikali / (2018)
- Müfettiş / (Nikolay Vasilyeviç Gogol)
- Mavi Kuş / (Özgür Kaymak)
- Kumpanyada Curcuna / (Cengiz Küçükayvaz)

## Filmografie
- Arıza (Oğuz, TV-Serie, 2021)
- Gönül İşleri (TV-Serie, 2014)
- Kirokula: Vampir Muğla'da (Oğuz, Spielfilm, 2011)

## Regie
- Smalos (Theater)
- Vasiyet evliliği (Theater)
- Çırrık kuşu (Theater)
- 77. (Film) (2017)
- Be weng (Film) (2014)